# Eremopeza saussurei
Eremopeza saussurei är en insektsart som först beskrevs av Boris Petrovich Uvarov 1918.  Eremopeza saussurei ingår i släktet Eremopeza och familjen Pamphagidae.

## Underarter
Arten delas in i följande underarter:
- E. s. cyanea
- E. s. saussurei
- E. s. violacea